# Margarete Steiff
Margarete Steiff   (Giengen an der Brenz, 24 de juliol de 1847 - Giengen an der Brenz, 9 de maig de 1909) fou una modista que l'any 1880 va fundar «Margarete Steiff, Felt Toys Factory Giengen / Brenz», anomenada actualment Margarete Steiff GmbH, una gran empresa dedicada a la fabricació de ninos de peluix.

## Biografia
Nascuda a Giengen, Alemanya, Margarete era la filla del constructor Friedrich Steiff i la seva muller Maria Margarete, nascuda Haehnle. Als divuit mesos d'edat, Margarete va contreure una febre alta que li va deixar les cames paralitzades i el braç dret amb dificultats per aixecar-lo. Després de tres anys, els doctors finalment van diagnosticar-la de polio. Els seus pares volien que visqués una vida plena i van investigar molts tractaments mèdics amb poc èxit. De nena la portaven a escola en un carro estirat per les seves germanes i altres nens del veïnat. En les seves reminiscències més tardanes, recorda que «tots els nens es reunien al meu voltant i jo organitzava jocs en els quals era el centre d'atenció. Tanmateix, els nens més grans sovint s'escapaven i llavors em quedava cuidant els nens petits».
Margarete va assistir regularment a escola durant tota la infantesa i malgrat el dolor de mà dreta, va anar a les classes de costura de Frau Schelling, on va completar la seva formació com a cosidora a l'edat de 17 anys. Ocasionalment treballava amb les seves germanes, que havien obert una sastreria per a dones.
També va aconseguir un alt nivell tocant la cítara, fet que li va permetre ensenyar-ne a d'altres per guanyar alguns diners. Els seus estalvis li van permetre comprar una màquina de cosir, la primera que algú posseïa a la ciutat de Giengen, i això li va generar una altra oportunitat de tenir ingressos. Margarete treballava fent aixovars per als ciutadans i entre els vint i els trenta anys ja feia roba de moda i viatjava a altres ciutats per treballar i visitar la família, enviant el seu carro per avançat i viatjant amb «post coach», un tipus de carro de cavalls dissenyat per fer enviaments de correus de llarga distància.

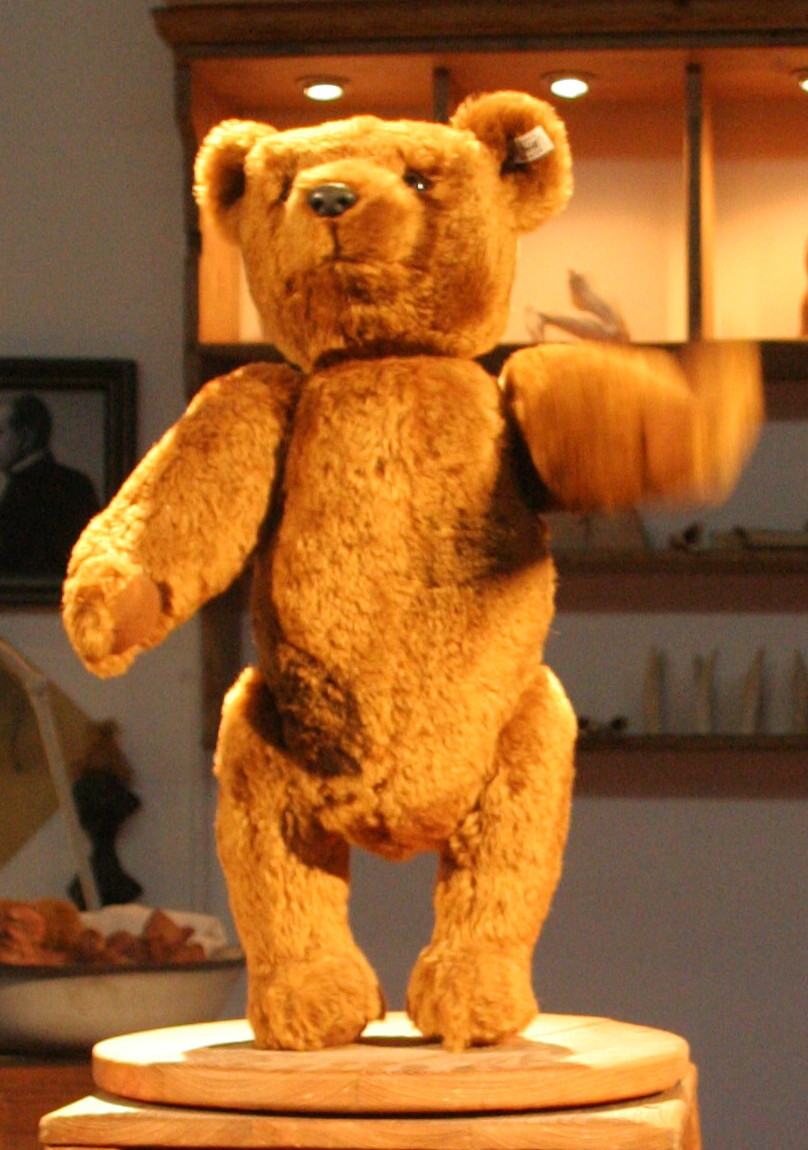
Rèplica del os de peluix 55 PB. Steiff Museum Giengen

## Emprenedoria
El 1877 Margarete Steiff va obrir una botiga de feltre i va començar a fer faldilles interiors de feltre, que s'acabaven de posar de moda, per a l'empresa Christian Siegle de Stuttgart. Aviat va ser capaç de contractar persones que treballessin per a ella i el seu esdevingué un negoci d'èxitː «En aquest moment, vaig trobar un patró per a un elefant de joguina. El feltre era el material ideal per a aquesta joguina i el farciment seria de la llana d'ovella més bona». Inicialment previst per fer de coixinet per a les agulles, aviat va esdevenir un joguet per a la canalla. «Ara podria fer-ne com a regal per als nens de la família i vaig provar els patrons en diverses mides». El 1879, la revista americana Delineator va publicar un patró per a un ratolí, un conill i un elefant de tela, altres patrons d'animals els van seguir i la revista alemanya Modenwelt els va reproduir. Margarete Steiff va fer moltes d'aquestes joguines i les va donar com a regals a amics; l'any 1880 ja havia començat a vendre'n en petites quantitats. En els anys següents va eixamplar la seva gamma de petits animals de tela basada en els patrons de la revista, però amb alternançes petites en els teixits i els accessoris utilitzats.
El 1892, la seva petita empresa va sol·licitar una patent «per fer animals i altres figures per fer servir com a joguines». El número de patent era DRP 66996, però més endavant, quan li va ser disputada per un altre fabricant de joguines alemany, la hi van retirar. El germà de Margarete, Fritz, es va adonar que hi havia una oportunitat de vendre grans quantitats d'aquests animals de peluix i ell van portar-ne algunes mostres al mercat a Heidenheim, d'on va tornar amb moltes comandes. La producció i la facturació van augmentar any rere any, igual que augmentava la varietat de joguines que oferien. També hi van afegir joguets amb rodes, un cop hi van començar a afegir-hi marcs de metall. El 1889, l'empresa es va traslladar a un edifici més gran, que disposava d'una botiga on les joguines i el teixit podien ser mostrats al públic. Les paraules «Felt-Toy-Factory» (fàbrica de joguines de feltre) van pintar-se en grans lletres a la paret exterior. Després va venir un catàleg imprès a partir del qual els clients podien fer les comandes, i el negoci va créixer.
El 1897, Richard Steiff, un nebot seu molt creatiu, va incorporar-se a l'empresa. Anteriorment havia estudiat a la Kunstgewerbeschule (Acadèmia d'arts i manualitats) a Stuttgart, Alemanya. Els seus croquis van esdevenir la base de moltes joguines Steiff diferents.

## Primer os de peluix
Margarete Steiff feia ella mateixa totes les mostres de qualsevol joguina nova, per tal d'anticipar qualsevol problema que pogués sorgir durant la producció. Entre 1897 i 1899, l'empresa Steiff dissenyava i feia ossos ballarins de peluix. En lloc del típic os de peluix familiar, aquests eren figures que estaven dretes, amb pals i amb anells al nas, que imitaven els ossos ballarins de la vida real que viatjaven de ciutat en ciutat com a entreteniment.
El 1902, Richard Steiff va dissenyar el «Bear 55 PB», la primera joguina de peluix mòbil, amb articulacions, que es va convertir en el primer os de peluix tal com els coneixem avui. El 55 feia referència a l'alçada de 55 cm., la P al teixit «plüsch» –felpa– i la B de «beweglich» a la seva principal característicaː mòbil, articulat.
El 1903, un gran nombre de joguines havia estat enviat a una sala d'exposicions de Nova York, però no hi va haver gaire interès en els ossos de joguet que s'hi van exposar. El març de 1903, Richard Steiff va portar ossos de peluix a una fira de primavera a Leipzig, on van captar l'atenció d'un comprador americà, que va encarregar-ne 3.000. Des d'aleshores, «Bear 55 PB» es va convertir en un best seller als Estats Units –una proesa notable pel que havia començat com un petit negoci alemany de la Jura de Suàbia. A partir de 1906, l'os va ser conegut arreu amb el nom de «Teddy Bear», nom provinent del President americà Theodore «Teddy» Roosevelt. I l'any 1907 ja s'havien produït un milió de «Teddy Bears».

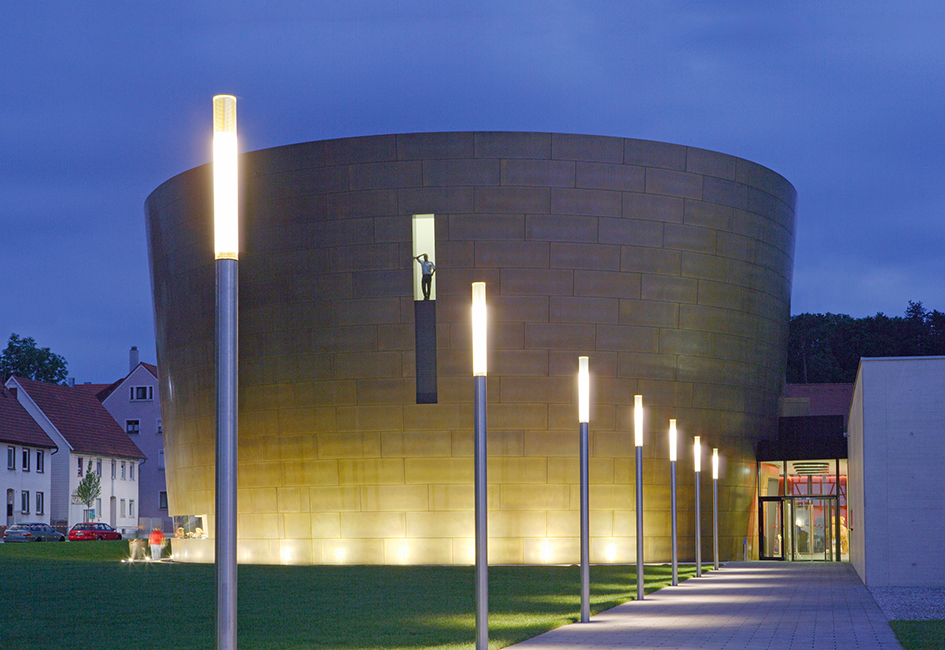
El Museu Margarete Steiff, Giengen an der Brenz

## Llegat
Margarete Steiff es va convertir en una figura important en l'emprenedoria alemanya femenina. Originària d'una petita ciutat del sud d'Alemanya i vivint amb una discapacitat física durant tota la vida, va fundar i expandir un negoci que encara avui manté el reconeixement a tot el món. En la literatura sobre emprenedors alemanys, se la cita com un ídol per a l'emprenedoria femenina i la innovació, que va ser capaç d'expandir el seu negoci més enllà de les fronteres alemanyes.
L'os Steiff va esdevenir la marca més famosa i cotitzada d'ossos de peluix. El 1910, Steiff va guanyar el Gran Premi a l'Exposició Universal de Brussel·les de 1910, a Bèlgica.
Avui en dia, els seus peluixos es segueixen considerant entre les joguines de qualitat més alta del món i els models més antics s'han convertit en objectes de col·lecció d'un alt valor.
Actualment el Steiff Museum, a Giengen an der Brenz (Alemanya), recull la història de l'empresa que Margarete Steiff va fundar el 1880, i s'hi exposen diversos models dels peluixos creats per la marca al llarg dels seus anys d'història.